# 빅 모로
빅 모로(영어: Victor Morozoff 또는 Vic Morrow, 1929년 2월 14일 ~ 1982년 7월 23일)는 미국의 배우이다. 미국 뉴욕 브롱크스의 유태계 중산층 가정에서 태어났다. 1982년 7월 23일 극장판 환상특급(Twilight Zone: The Movie)을 촬영하던 도중 특수 효과 불꽃 폭발로 인한 열이 촬영용 휴이 헬리콥터의 테일 로터를 분리시킨 사고로 세 명이 현장에서 즉사했다. 영화를 촬영하고 있던 모로와 베트남의 아역 배우인 르(Myca Dinh Le)는 튕겨나간 헬리콥터의 메인로터 블레이드에 머리가 잘려 그 자리에서 사망하였다. 다른 아이 첸(Renee Shin-Yi Chen)은 헬리콥터 스키드(착륙장치)에 깔려 사망했다.

## 출연 작품
- 환상 특급 (1983)
- 브롱크스의 전사들 (1982)
- 아벤고 공수 군단 (1982)
- 라스트 샤크 (1981)
- 심해의 공포 (1980)
- 배드 캣츠 (1980)
- 우주로부터 온 메시지 (1978)
- 늑대소년 루칸 (1977)
- 뿌리 (1977)
- 형사 Q (1976)
- 꼴찌 야구단(영어판) (1976)
- 미녀 삼총사 - TV 시리즈 (1976)
- 우주 전쟁 (1975)
- 매리와 래리 (1974)
- 톰 소여 (1973)
- 샌프란시스코 수사반 (1972)
- 글래스 하우스 (1972)
- 타겟 해리 (1969)
- FBI(영어판) (1965)
- 전투 - 컬러판 (1962)
- 전투(영어판) (1962)
- 파시 프롬 헬 (1961)
- 시머론 (1960)
- 추격 (1959)
- 보난자 (1959)
- 가즈 리틀 에이커 (1958)
- 열정의 무대 (1958)
- 낙동강전투 최후의 고지전 (1957)
- 트리뷰 투 어 배드 맨 (1956)
- 폭력 교실 (1955)